# Brazilski tok
Brazilski tok je tok tople vode, ki teče proti jugu vzdolž brazilske južne obale do izliva Río de la Plata.

## Opis
Ta tok je posledica preusmeritve dela Atlantskega južnega ekvatorialnega toka, od koder se ta tok sreča z južnoameriško celino. Brazilski tok se začne približno 10–15 ˚ J, kjer se Južni ekvatorialni tok (SEC) razcepi v bližini mesta Cabo de São Roque v Braziliji. Tok doseže globino 700 m in predvideni transport pri 12 ˚ J je 2,5 Sv. 
Pretok se povečuje, ko gre tok proti jugu s 4 Sv pri 15 ˚J. Na priobalni strani toka anticiklonski recirkulacijski vrtinec pri približno 30 ° J povzroči povečanje pretoka brazilskega toka. Ocenjeni transport na jug pri 27 ˚J, 31 ˚J, 34 ˚J in 36 ˚J je 11 Sv, 17 Sv, 22 Sv in 41 Sv. Skupni transport je lahko od 70 do 80 Sv do 36 ˚J, pri čemer je polovica v krožnem vrtincu. Brazilski tok je del južnoatlantskega subtropskega vrtinca. Južno stran vrtinca sestavlja južnoatlantski tok (SAC), ki teče proti vzhodu. Vzhodna meja je sistem  Benguelskega toka (BCS). Severna stran je sestavljena iz SEC, ki teče proti zahodu in se nato razcepi s severno vodo in postane Severni brazilski tok (NBC). Vode, ki tečejo južno, postanejo Brazilski tok, ki predstavlja zahodno mejo. Je zahodni mejni tok, kot je Zalivski tok, in je njegov južni dvojnik; je pa precej plitvejši in šibkejši. Od ekvatorja proti jugu teče proti zahodu. Pridruži se Falklandskemu toku (Malvinski tok) v Argentinskem morju (glej Brazilsko-falklandsko  sotočje), zaradi česar je zmerno morje. Brazilsko-falklandsko sotočje se tam, kjer se Brazilski tok začne ločevati od obale na približno 36 ˚J in tam, kjer se bolj slana subtropska voda Brazilskega toka sreča s svežo podantarktično vodo Falklandskega toka. Glavni tok toka zapusti kontinentalni pas na približno 38 ˚J, temperatura morske površine na tej zemljepisni širini je ocenjena na približno 16-18 ˚C, čeprav je zemljepisna širina, kjer se tok ločuje od obale od julija do septembra bolj severno kot od januarja do marca. Če ima Falklandski tok majhen pretok, potem na poti Brazilskega toka prevladuje vetrovni stres. Če pa se poveča promet Falklandskega toka, se Brazilski tok od obale loči na opazovani 38 ˚J zemljepisne širine. Razpon temperature morske površine in slanosti sotočja med Brazilijo in Falklandi je 7–18 ° C in 33,6–36 psu. V trenutni regiji Brazilije je v sistemu tudi šest glavnih vodnih mas: zgornja cirkupolarna voda (UCPW), spodnja cirkupolarna voda (LCPW), centralna voda (CW), antarktična vmesna voda (AAIW), antarktična spodnja voda (AABW) in severnoatlantska globoka voda (NADW).